# 胸形義利
胸形 義利（むなかた よしとし）は、安土桃山時代から江戸時代初期にかけての武士。津軽氏の家臣。

## 出自
棟方氏は因幡国松賀城主であったという。始祖は胸形兵庫頭義直という。その8代後裔の出雲守義貞が応仁の頃、筑前国宗像に移住した。その後は隼人介義標、左衛門太郎義貞、玄蕃義利と続いた。義利の代に津軽へ移住した。

## 略歴
当初は筑前宗像に居住していた。天正19年（1591年）、陸奥国外ヶ浜に移住した。野内に居住し、同地で没した。同地に墓所もある。
義利には太郎義助（角之丞）、作右衛門貞家の二子がいた。貞家より十左衛門清久、作右衛門貞良、作兵衛貞隆、作右衛門貞豊、十左衛門貞恒、晴吉貞敬と弘前藩津軽氏の重臣として続き、家老などを務めた。